# NGC 6747
NGC 6747 est une lointaine et vaste galaxie elliptique située dans la constellation du Dragon. Sa vitesse par rapport au fond diffus cosmologique est de 11 531 ± 32 km/s, ce qui correspond à une distance de Hubble de 170 ± 12 Mpc (∼554 millions d'al). NGC 6747 a été découverte par l'astronome américain Lewis Swift en 1886.